# The Wand of Youth
 (novembre 2024).
La mise en forme du texte ne suit pas les recommandations de Wikipédia : il faut le « wikifier ».
Les points d'amélioration suivants sont les cas les plus fréquents. Le détail des points à revoir est peut-être précisé sur la page de discussion.
- Les titres sont pré-formatés par le logiciel. Ils ne sont ni en capitales, ni en gras.
- Le texte ne doit pas être écrit en capitales (les noms de famille non plus), ni en gras, ni en italique, ni en « petit »…
- Le gras n'est utilisé que pour surligner le titre de l'article dans l'introduction, une seule fois.
- L'italique est rarement utilisé : mots en langue étrangère, titres d'œuvres, noms de bateaux, etc.
- Les citations ne sont pas en italique mais en corps de texte normal. Elles sont entourées par des guillemets français : « et ».
- Les listes à puces sont à éviter, des paragraphes rédigés étant largement préférés. Les tableaux sont à réserver à la présentation de données structurées (résultats, etc.).
- Les appels de note de bas de page (petits chiffres en exposant, introduits par l'outil «  Source ») sont à placer entre la fin de phrase et le point final[comme ça].
- Les liens internes (vers d'autres articles de Wikipédia) sont à choisir avec parcimonie. Créez des liens vers des articles approfondissant le sujet. Les termes génériques sans rapport avec le sujet sont à éviter, ainsi que les répétitions de liens vers un même terme.
- Les liens externes sont à placer uniquement dans une section « Liens externes », à la fin de l'article. Ces liens sont à choisir avec parcimonie suivant les règles définies. Si un lien sert de source à l'article, son insertion dans le texte est à faire par les notes de bas de page.
- La présentation des références doit suivre les conventions bibliographiques. Il est recommandé d'utiliser les modèles {{Ouvrage}}, {{Chapitre}}, {{Article}}, {{Lien web}} et/ou {{Bibliographie}}. Le mode d'édition visuel peut mettre en forme automatiquement les références.
- Insérer une infobox (cadre d'informations à droite) n'est pas obligatoire pour parachever la mise en page.

Pour une aide détaillée, merci de consulter Aide:Wikification.
Si vous pensez que ces points ont été résolus, vous pouvez retirer ce bandeau et améliorer la mise en forme d'un autre article.

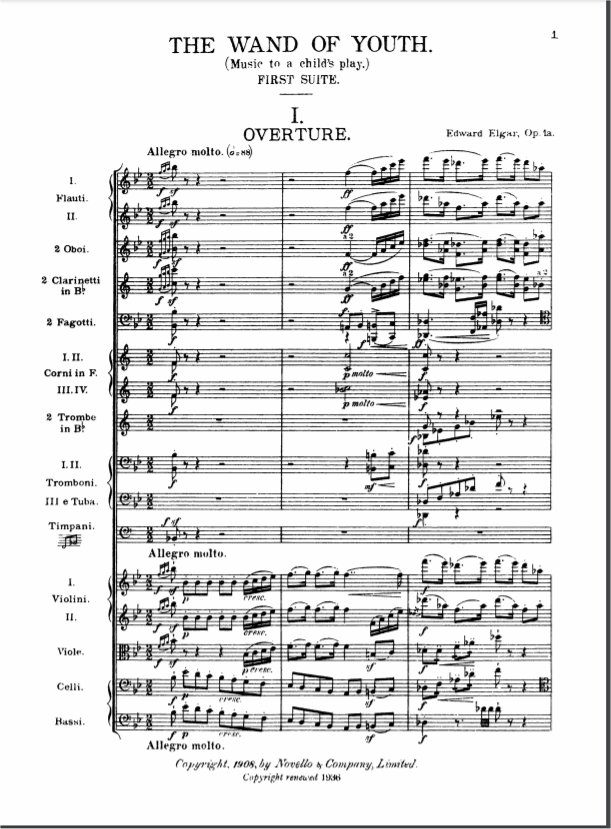
La première page de l'oeuvre "La baguette de la jeunesse" d'Eward Elgar.

Les suites n°1 et 2 The Wand of Youth (en français la baguette de la jeunesse) sont des œuvres pour orchestre composées par Edward Elgar. Elgar leur a donné les titres suivant : 
| THE WAND OF YOUTH Music to a Child's Play (First Suite) (Op. 1A:) (1869-1907.) |

et
| THE WAND OF YOUTH Music to a Child's Play (Second Suite) (Op. 1B:) |

## Histoire
Enfant, Elgar compose des airs pour les pièces de théâtre jouées par les jeunes membres de la famille. Il écrit ses airs dans un cahier et quarante ans plus tard il compose les deux suites Wand of Youth à partir de ces airs. Il donne à ces suites le numéro d'opus 1 car ce sont ses premières bien que plus tard orchestrées avec les talents matures d'Elgar. Plusieurs années plus tard Benjamin Britten suit le précédent d'Elgar en composant sa Simple Symphony).

## Première suite
La première suite est dédiée à mon ami C. Lee Williams.
Elle est composée de sept parties :
1. Overture (Ouverture)
2. Serenade (Sérénade)
3. Menuet (Old Style) (Menuet (Ancien Style))
4. Sun Danse (Danse du soleil)
5. Fairy Pipers (Fée cornemuse)
6. Slumber Scene (Scène du sommeil)
7. Fairies and Giants (Fées et Géants)
Cette suite est créée au Queen's Hall, Londres le 14 décembre 1907 dirigée par Sir Henry Wood.

## Seconde Suite
La Seconde Suite est dédiée à « Hubert A. Leicester, Worcester ».
Elle est composée de sept parties :
1. Marche
2. The Little Bells (Scherzino) (Les petites cloches (Scherzino))
3. Moths and Butterflies (Dance) (Papillons de nuit et papillons (Danse))
4. Fountain Dance (Danse de la fontaine)
5. The Tame Bear (L'Ours apprivoisé)
6. The Wild Bears (Les Ours sauvages)
Elle est créée à Worcester (lors du Three Choirs Festival) le 9 septembre 1908, dirigée par Elgar.

## Discographie
Les suites ne sont pas régulièrement jouées en concert mais de par leur courte durée elles se prêtent bien aux enregistrements. À l'époque du long play, les suites, qui durent environ 20 minutes) rentrent sur une face de ce support. Sur les CD, ces suites sont souvent enregistrées avec d'autres courtes pièces d'Elgar comme Nursery Suite.
Mono
- London Symphony Orchestra/Sir Edward Elgar
- London Philharmonic Orchestra/Eduard van Beinum

Stéreo
- London Philharmonic Orchestra/Adrian Boult
- Orchestre symphonique d'Indianapolis/Raymond Leppard

- Ulster Orchestra/Bryden Thomson
- Royal Liverpool Philharmonic Orchestra/Vernon Handley
- Orchestre symphonique de Nouvelle-Zélande/James Judd